# Rivière Bujeault
La rivière Bujeault est un affluent en rive gauche gauche de la rivière Saint-Paul, dans les provinces canadiennes de Québec et de Terre-Neuve-et-Labrador. La section de la rivière à Terre-Neuve-et-Labrador s'appelle Bujeault River.

## Toponymie
La rivière porte le nom de Pierre-Alain Bujeault (ou Bugeauld) (~1668 – ~1707), un notaire royal ayant exercé sa fonction en Acadie à partir de 1690.
La rivière se nomme Tshashumeuk Shipis ou Ueuinipehu Hipis signifiant rivière des roches noircies en innu-aimun.
La rivière était autrefois connue sous les noms de Rivière Perdrix et Lost River.

## Localisation
La rivière Bujeault traverse le territoire non organisé de Petit-Mécatina. Le bassin versant de la rivière Bujeault se situe dans un secteur très isolé et inhabité.

## Description
La rivière Bujeault prend sa source à la frontière provinciale dans le vaste lac Tshipashit (Indian Pond à Terre-Neuve-et-Labrador) situé à 308 mètres d'altitude.
Le lac Tshipashit est alimenté par plusieurs rivières et ruisseaux, dont le plus important vient du nord-est (52° 00′ 06″ N, 57° 06′ 28″ O) et prend sa source dans les tourbières situées à l'est à environ 420 mètres d'altitude (51° 59′ 16″ N, 56° 56′ 25″ O).
La rivière Bujeault quitte le lac Tshipashit sur sa rive sud-ouest sur le territoire québécois. L'abondant cours d'eau d'une largeur minimale de 25 mètres coule d'abord sur une courte distance vers le nord-ouest en traversant la frontière provinciale puis fait un coude marqué vers le sud-sud-ouest (52° 03′ 08″ N, 57° 15′ 06″ O) en retraversant la frontière provinciale d'abord au Québec puis à nouveau au Labrador et enfin au Québec où elle maintient son cours à l'extrême est de la région administrative de la Côte-Nord. 
La rivière Bujeault reçoit en rive droite la rivière du Nord-Ouest en rive droite (51° 51′ 56″ N, 57° 26′ 17″ O) puis la rivière du Nord-Est en rive gauche (51° 49′ 19″ N, 57° 26′ 52″ O) avant de traverser le nord du lac Maxwell et se jette finalement dans la rivière Saint-Paul venue du nord (51° 40′ 37″ N, 57° 35′ 57″ O) à près de 15 mètres d'altitude à environ 20 km au nord du village de Rivière-Saint-Paul. 

## Hydrologie
La rivière Bujeault a une longueur de 71 km. Elle est entrecoupée par de nombreux rapides sur ses portions moyennes et inférieures. La rivière forme de nombreuses îles sur sa portion inférieure (51° 44′ 55″ N, 57° 32′ 11″ O). 
Elle draine une superficie de 1 227 km2. Le débit moyen est de 26 m3/s. Les débits mensuels les plus élevés se produisent généralement pendant la fonte des neiges.

## Frontière entre le Québec et le Labrador
La décision du comité judiciaire du Conseil privé de Londres a établi l'angle de la frontière entre le Québec et le Labrador sur le lac Tshipashit, à la latitude du 52e parallèle vers l'ouest et à la longitude de la baie de Blanc-Sablon (51° 59′ 55″ N, 57° 06′ 28″ O).

« [...] une ligne partant vers le nord à partir de l'extrémité est de la baie de l'Anse au Sablon jusqu'au 52e parallèle nord, et, de là, vers l'ouest [...] jusqu'à la rivière Romaine, ensuite vers le nord suivant la rive est ou gauche de la rivière jusqu'à sa source et ensuite vers le nord jusqu'à la ligne de partage des eaux, et ensuite vers l'ouest et le nord en suivant la ligne de partage des eaux allant à l'océan Atlantique jusqu'au cap Chidley,. »

Le bassin versant de la rivière Bujeault est intégralement compris dans le territoire revendiqué par le Québec situé entre le 52e parallèle et la ligne de partage des eaux, à l'extrémité orientale de la province.

### Citations originales
1. ↑  (en) « ... a line drawn due north from the eastern boundary of the bay or harbour of the Anse au Sablon as far as the fifty-second degree of north latitude, and from thence westward ... until it reaches the Romaine River, and then northward along the left or east bank of that river and its head waters to the source and from thence due northward to the crest of the watershed or height of land there, and from thence westward and northward along the crest of the watershed of the rivers flowing into the Atlantic Ocean until it reaches Cape Chidley. »